# Glypta triangularis
Glypta triangularis är en stekelart som beskrevs av Setsuya Momoi 1963. Glypta triangularis ingår i släktet Glypta och familjen brokparasitsteklar. Inga underarter finns listade i Catalogue of Life.